# المعاهد الألمانية التاريخية
المعاهد الألمانية التاريخية (بالإنجليزية: German Historical Institutes)‏، (بالألمانية: Deutsche Historische Insitute)، هي ستة معاهد أكاديمية للبحث العلمي تابعة لمؤسسة ماكس ويبر، تختص هذه المعاهد في دراسة العلاقات التاريخية بين ألمانيا والبلدان التي تتواجد فيها هذه المعاهد.

## المعاهد
- المعهد الألماني التاريخي في روما (تأسس عام 1888)
- المعهد الألماني التاريخي في باريس (تأسس عام 1958)
- المعهد الألماني التاريخي في لندن (تأسس عام 1976)
- المعهد الألماني التاريخي في واشنطن (تأسس عام 1987)
- المعهد الألماني التاريخي في وارسو (تأسس عام 1993)
- المعهد الألماني التاريخي في موسكو (تأسس عام 2005)